# Thomas Dworzak
Thomas Dworzak (* 1972 in Kötzting) ist ein deutscher Fotograf. Seit 2004 ist er Vollmitglied in der Agentur Magnum Photos.

## Leben
Dworzak wuchs in Cham im Bayerischen Wald auf. Seine Arbeit begann 1991 als freier Fotograf in Osteuropa. Er war zunächst mehr für sich tätig, als mit dem Gedanken, für große Agenturen zu arbeiten. Der Osten wurde im weiteren Verlauf sein Spezialgebiet. Drei Jahre nachdem er seine Tätigkeit als freier Fotograf begonnen hatte, zog er nach Tiflis in Georgien. Von dort aus bereiste er den gesamten Kaukasus und insbesondere auch Tschetschenien. Seit dem Jahr 2000 ist er Fotograf und seit 2004 Vollmitglied bei Magnum. Von 2017 bis 2020 war er Präsident der Agentur.

## Ausstellungen
Thomas Dworzak hatte zahlreiche Ausstellungen (auch mit Kollegen) in namhaften Museen, zum Beispiel vom 8. Februar bis 12. Mai 2008 im Stedelijk Museum oder im California Museum of Photography im Jahr 2006.

## Werke
Einzelwerke
- Taliban. Trolley Books, London 2002 und Fotobuch-Edition, Freiburg 2003, ISBN 3-00-011402-5 (mit einem Vorwort von Jon Lee Anderson).
- M*A*S*H I*R*A*Q. Trolley Books, London 2005. ISBN 978-1-904563-60-0 (mit einem Vorwort von Mike Farrell).
- Kavkaz (Кавказ, Der Kaukasus). Schilt Publishing, Amsterdam 2011. ISBN 978-9-053306-99-4 (mit Texten von John Le Carre, Alexander S. Puschkin, Lew N. Tolstoi, Michail J. Lermontow)
- "Beyond Sochi". Editions Seriti, Paris 2014. ISBN 978-2-9547933-0-6

Gruppenbücher
- Georgian Spring (Georgischer Frühling, Primavera Georgiana, Printemps Georgien), Chris Boot Publisher, London (Kehrer, Heidelberg - textuel, Paris -  Editoral R.M., Madrid) 2009. ISBN 978-3-86828-086-9 (mit einem Text von Wendell Steavenson)